# اندیور
اندیور (انگلیسی: Endeavor) شرکت سرگرمی، تبلیغات ورزشی و آژانس استعدادیابی آمریکایی است، که در سال ۲۰۰۹ با ادغام دارایی‌های آژانس ویلیام موریس تأسیس شد. این شرکت مالک سازمان یواف‌سی، همچنین شرکت‌های آی‌ام‌جی و زافا می‌باشد.